# Sân bay Sumbe
Sân bay Sumbe (IATA: NDD, ICAO: FNSU) là một sân bay ở thành phố Sumbe, tỉnh Cuanza Sul, Angola.